# Liedekerkeplantsoen
Het Liedekerkeplantsoen is een plantsoen in Amsterdam Nieuw-West, wijk Nieuw Sloten.
Hier lag eeuwenlang land- en tuinbouwgebied, al dan niet binnen de gemeente Sloten. In 1921 werd die gemeente geannexeerd door de gemeente Amsterdam. In tegenstelling tot andere gedeelten van het geannexeerd gebied dat al snel bebouwd werd (denk aan Slotervaart) bleef dit gebied nog lang agrarisch gebied. Het gebied komt de recente geschiedenis binnen als Amsterdam de Olympische Spelen van 1992 wil organiseren, hetgeen in een debacle eindigt. Het hier geplande Olympisch dorp wordt echter later opgetrokken als woonwijk. De openbare ruimten kregen namen die terugvoeren op plaatsen in België. Op 14 december 1994 werd deze open ruimte vernoemd naar Liedekerke.
Aan de randen van het plantsoen staan eengezinswoningen. Aan de noordzijde loopt de Willebroekstraat (Willebroek), aan de zuidkant Schaarbeekstraat (Schaarbeek). Het wordt doorsneden door het Tervurenpad (Tervuren).